# Jessica Rosencrantz
Jessica Emilia Marie Rosencrantz (ur. 6 października 1987 w gminie Malmö) – szwedzka polityk, ekonomistka i samorządowiec, działaczka Umiarkowanej Partii Koalicyjnej, posłanka do Riksdagu, od 2024 minister ds. stosunków europejskich.

## Życiorys
Ukończyła szkołę średnią w Sztokholmie, a w 2011 uzyskała magisterium z ekonomii w Wyższej Szkole Handlowej w Sztokholmie. Pracowała m.in. w administracji regionu Sztokholm i macierzystej uczelni, a także jako asystentka w Parlamencie Europejskim.
Zaangażowała się w działalność polityczną w ramach Umiarkowanej Partii Koalicyjnej. W latach 2006–2010 była radną w gminie Täby. Została partyjną rzeczniczką do spraw polityki środowiskowej i klimatycznej. W 2010 po raz pierwszy zasiadła w Riksdagu. Mandat deputowanej uzyskiwała następnie w wyborach w 2014, 2018 i 2022.
We wrześniu 2024 objęła urząd ministra do spraw stosunków europejskich w rządzie Ulfa Kristerssona.